# Плегмунд

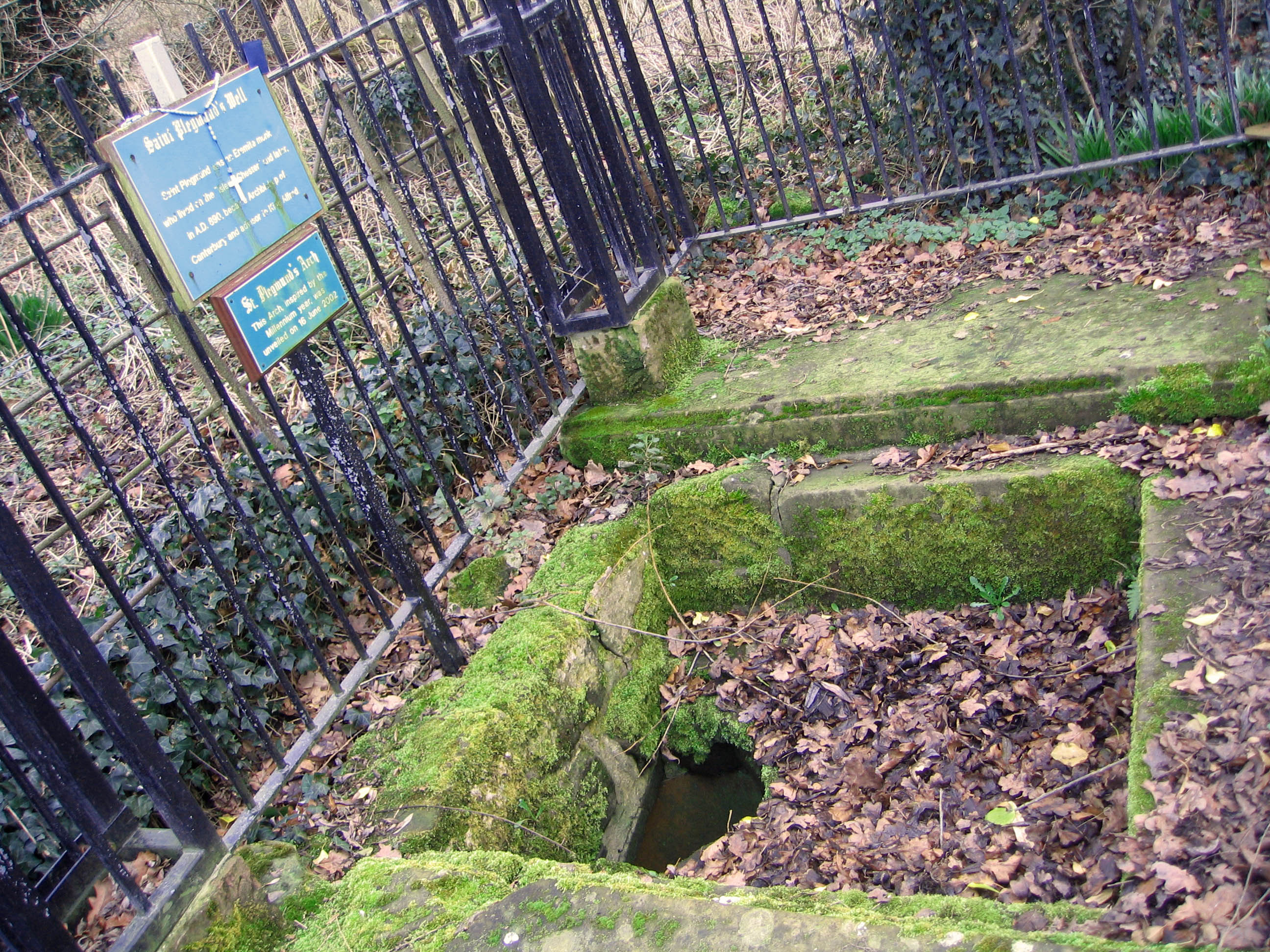
Источник Святого Плегмунда

Плегмунд (Плегемунд) (англ. Plegmund, Plegemund ; умер 2 августа 914 или 923 года) — 19-й архиепископ Кентерберийский (890—914/923).

## Биография
Плегмунд был родом из Мерсии. Возможно, он жил как отшельник в местности Племстолл на территории современного графства Чешир, где в окрестностях деревни Микл Трэффорд находится названный в его честь источник Св. Плегмунда. Затем Плегмунд оказался при дворе короля Уэссекса Альфреда в числе четырёх учёных, переводивших с латыни на английский язык «Пастырское правило» (Cura pastoralis) Папы Римского Григория Великого.
Перерыв около полутора лет между смертью архиепископа Этельреда и рукоположением Плегмунда служит косвенным доказательством предположения, что кафедра была предложена ему лишь после отказа фламандского монаха и учёного Гримбальда принять её. Есть основания утверждать, что Плегмунд получил поддержку короля Альфреда по рекомендации архиепископа Реймса Фулька, который посчитал его способным претворить в жизнь меры, необходимые для прекращения злоупотреблений священнослужителей Кентерберийской архиепископии, повышения её авторитета и возрождения в качестве надёжной опоры государства.
Плегмунд получил паллиум от Папы Формоза, что могло создать для него определённые сложности после перехода римского престола в 904 году к новому Папе Римскому, Сергию III, который принялся последовательно отменять многие решения, принятые его предшественником. В 908 году Плегмунд совершил поездку в Рим с целью подтвердить свои полномочия и заручиться поддержкой Святого Престола в задуманной архиепископом реорганизации системы епархий. Назад архиепископ вернулся с частицей мощей Святого Власия Севастийского, что может свидетельствовать об успехе поездки. В период с 909 по 918 годы он разделил две древних епархии Уэссекса (Шерборнскую и Уинчестерскую) на более мелкие, вследствие чего каждая из новых церковно-территориальных единиц получила собственного епископа: Девон и Корнуолл — епископа Кредитонского, Уилтшир — епископа Рэмсбери, Дорсет — епископа Шерборнского, Сомерсет — епископа Уэлсского, Хэмпшир — епископа Уинчестерского.
В 898 году Плегмунд встречался с королём Альфредом и его элдорменом Этельредом, который учредил новую границу по реке на территории современного Лондона. В 900 году провёл обряд коронации Эдуарда Старшего и участвовал в официальных советах, созванных новым королём в 901, 903, 904 и 909 годах, на которых также присутствовали все епископы Мерсии и Уэссекса. Кроме того, в период правления Плегмунда заметно улучшилось качество работы писцов в Кентербери, опустившееся на недопустимо низкий уровень в предыдущие десятилетия.
Умер 2 августа 914 или 923 года. Позднее канонизирован, день памяти — 2 августа.